# Mathias Lundgren
Mathias Gyllengahm, född 1975, är en svensk programmerare som idag bor i Skellefteå . Han är troligen mer känd för sina musikprojekt, av vilka de mest framgångsrika är de där han framträder under artistnamnet Matte Matik. Där har Gyllengahm komponerat och producerat ett flertal humoristiska melodier på temat matematik, bland annat "Tänk om jag vore en skalärprodukt" och "Decimaler på pi". Han har även skrivit nya texter till redan existerande melodier. Karriären som Matte Matik inleddes när Mathias studerade matematik vid Umeå universitet och låtarna på hans första album, "Matematiska nidvisor 18", är tydligt färgade av denna tid.
Utöver Matte Matik så har Mathias Gyllengahm, eller har haft,  andra soloprojekt såsom Gavel, Gävel, som är ett humoristiskt metal-soloprojekt och även Lunar Shuttle Disaster, som är ett mer seriöst synth/elektroniskt-projekt.

## Transgenusmotorn
Matte Matik var också den ursprungliga skaparen av den så kallade Transgenusmotorn som byter ut vissa ord mot andra i texten på en webbsida, till exempel "man" mot "jude" samt "kvinna" mot "svensk". Tanken var att visa hur feminismen har påverkat svensk massmedia till den grad att publicering av regelrätt manshat är ofta förekommande och dessutom legitimt i den meningen att ingen protesterar mot publicerandet. När Matte Matik använde internetpublicerade artiklar från bland annat Upsala Nya Tidning och Sundsvalls tidning som källor för Transgenusmotorns översättningar och sedan la ut resultatet på sin blogg uppstod genast medial uppmärksamhet. Bland annat spreds kopior av resultatet på Facebook utan förklaring - som om det var autentiskt material från Sundsvalls tidning. Tidningens chefredaktör Kjell Carnbro blev uppmärksam på Transgenusmotorn, och polisanmälde spridandet av resultatet för upphovsrättsintrång.
- Det har skapats tydligt rasistiska budskap och jag har polisanmält det.
vilket också var poängen med Transgenusmotorn; den ville visa att publicerade artiklar innehåller manshat som inte uppmärksammas förrän vissa ord byts ut mot andra och då förvandlas till regelrätt rasism eller antisemitism. Även Upsala Nya Tidning reagerade med hot om polisanmälan varpå Matte Matik kände sig tvungen att stänga ned Transgenusmotorn. Dock hade Transgenusmotorn redan skapat så mycket uppmärksamhet att nya och förbättrade versioner genast dök upp på andra webbsidor. Transgenusmotorn togs även upp i Sveriges radios program Efter tre och har även kommenterats och diskuterats på andra ställen. 